# Gladbrook (Iowa)
Gladbrook – miasto w Stanach Zjednoczonych, w stanie Iowa, w hrabstwie Tama. Zgodnie ze spisem statystycznym z 2000 roku, miasto liczyło 1.015 mieszkańców.